# Morpho metellus
Morpho metellus är en fjärilsart som beskrevs av Pieter Cramer 1782. Morpho metellus ingår i släktet Morpho och familjen praktfjärilar. Inga underarter finns listade i Catalogue of Life.